# Wiśniewo (województwo podlaskie)
Wiśniewo – wieś w Polsce położona w województwie podlaskim, w powiecie zambrowskim, w gminie Zambrów.
Wieś położona jest przy drodze krajowej nr 8 i na projektowanej trasie Via Baltica i drogi ekspresowej S8. Ze względu na dużą liczbę wypadków, wraz z obwodnicą pobliskiego Zambrowa (4 km na południowy zachód od Wiśniewa) budowana jest również obwodnica Wiśniewa. Obwodnica przetnie przy Wiśniewie drogę krajową nr 8, drogę do Grabówki oraz drogę do wsi Ćwikły-Krajewo, Ćwikły-Rupie i Kołaki Kościelne na granicy gmin Zambrów i Gmina Kołaki Kościelne.
Wierni kościoła rzymskokatolickiego należą do parafii Ducha Świętego w Zambrowie.

## Historia
W latach 1921–1939 wieś leżała w województwie białostockim, w powiecie łomżyńskim, w gminie Długobórz.
Według Powszechnego Spisu Ludności z 1921 roku wieś zamieszkiwało 206 osób, 203 było wyznania rzymskokatolickiego, 3 mojżeszowego. Jednocześnie wszyscy mieszkańcy zadeklarowali polską przynależność narodową. Było tu 26 budynków mieszkalnych. Miejscowość należała do parafii rzymskokatolickiej w Zambrowie. Podlegała pod Sąd Grodzki w Zambrowie i Okręgowy w Łomży; właściwy urząd pocztowy mieścił się w Zambrowie.
W wyniku napaści ZSRR na Polskę we wrześniu 1939 miejscowość znalazła się pod okupacją sowiecką. Od czerwca 1941 roku pod okupacją niemiecką. Od 22 lipca 1941 r.  do wyzwolenia włączona w skład okręgu białostockiego III Rzeszy.
We wrześniu 1939 oddziały niemieckie dokonały pacyfikacji wsi. Część mieszkańców aresztowano i wywieziono do Zambrowa. W wyniku pacyfikacji zginęło kilku mieszkańców (trzy ofiary zidentyfikowano).
Do 1954 roku miejscowość należała do gminy Długobórz. Z dniem 18 sierpnia 1945 roku została wyłączona z woj. warszawskiego i przyłączona z powrotem do woj. białostockiego. W latach 1975–1998 miejscowość administracyjnie należała do województwa łomżyńskiego.